# Scaptomyza flavida
Scaptomyza flavida är en tvåvingeart som beskrevs av Hardy 1965. Scaptomyza flavida ingår i släktet Scaptomyza och familjen daggflugor. Inga underarter finns listade i Catalogue of Life.